# Armíger
En heràldica, un armíger és una persona amb dret a utilitzar un escut d'armes. El mot "armíger" prové del llatí armigĕru i vol dir literalment "aquell qui duu les armes". Durant l'edat mitjana, el mot es referia l'escuder que assistia un cavaller, i que duia físicament les armes
Actualment, el terme armíger s'utilitza principalment en l'heràldica, en alguns països, com Canadà, Irlanda, Espanya i Regne Unit on l'heràldica es regula per lleis i institucions específiques. Una persona pot tenir aquest dret, ja sigui en demostrar una descendència agnàtica d'una persona amb dret a dur un escut d'armes, o en virtut d'una concessió d'armes a ell mateix. Compartir-hi el cognom no és suficient.